# Kreditauftrag
Kreditauftrag ist der Auftrag an einen Auftragnehmer, einem Dritten ein Darlehen (Kredit) im eigenen Namen und auf eigene Rechnung zu gewähren.
Beim Kreditauftrag gibt der Auftraggeber dem Auftragnehmer, der als Kreditgeber auftritt, den Auftrag, einem Dritten, dem Kreditnehmer, ein Darlehen zu gewähren. Das  Ausfallrisiko dafür trägt der Kreditgeber. Bei diesem Geschäft fungiert der Auftraggeber nicht mit eigener Kreditverpflichtung, sondern mit bloßer Vermittlung. Zumeist besteht zwischen Auftraggeber und Kreditnehmer eine Geschäftsverbindung, bei der der Auftraggeber ein eigenes wirtschaftliches Interesse an einer Kreditgewährung hat. Der Auftraggeber will oder darf nicht selbst Kreditgeber sein.

## Geschichte
Der Kreditauftrag geht auf das römische Recht zurück und tauchte erstmals in den gaianischen Institutionen auf. Dort erwähnt Gaius, dass die Gültigkeit dieses Vertragstyps (mandatum) bei nicht allen Juristen Anerkennung gefunden habe, aber der Rechtsschulenbegründer Sabinus ihn gegen Servius anerkannt habe. Die Bürgschaftsähnlichkeit des Rechtsgeschäfts wurde noch in der Antike attestiert, denn es gibt den Hinweis, dass der Beauftragte neben der Darlehensklage gegen den Kreditnehmer wegen Forderungsausfalls auch die actio mandati gegen den Auftraggeber geltend machen konnte. Die Sicherungsfunktion erkannten die Klassiker zwar, die Regelwelt der Stipulation wurde darauf allerdings nicht angewandt. Eine Klageerwiderung (Litiskontestation) gegen den Darlehensnehmer konsumierte nicht die Klage gegen den Auftraggeber.
Im Jahr 48 n. Chr. soll ein Bankhaus in Puteoli ein derartiges mandatum vereinbart haben. Dieses mandatum hat bis heute in einigen Rechtsordnungen überlebt.

## Rechtsfragen
Der in § 778 BGB legaldefinierte Kreditauftrag gehört rechtssystematisch zum Bürgschaftsrecht des BGB. Grund hierfür ist, dass nach § 778 (2. Halbsatz) BGB der Auftraggeber gegenüber dem Auftragnehmer für dessen Kreditrisiko als Bürge haftet. Falls der Kreditauftrag für den Auftraggeber ein Handelsgeschäft darstellt, steht ihm keine Einrede der Vorausklage zu (§ 349 HGB, § 771 BGB). Auf den Kreditauftrag findet ansonsten Auftragsrecht (§§ 662 bis § 674 BGB) Anwendung, so dass der Kreditauftrag formlos gültig ist; das für Bürgschaften bestehende Schriftformerfordernis des § 766 BGB gilt daher nicht. Der Auftragnehmer ist nach § 663 BGB verpflichtet, sich unverzüglich für oder gegen die Annahme des Kreditauftrags zu entscheiden. Nach der Annahme ist er – auch im Gegensatz zur Bürgschaft – zur Kreditgewährung verpflichtet.

## Bedeutung
Von den vielen Interzessionsarten (Bürgschaft, Garantie, Patronatserklärung, Schuldübernahme oder Schuldbeitritt) hat der Kreditauftrag heute die geringste Bedeutung. Er kommt insbesondere im Bankwesen vor, wenn eine Muttergesellschaft ein konzernfremdes Kreditinstitut beauftragt, ihrer Tochtergesellschaft Kredit zu gewähren. Die Muttergesellschaft hat ein wirtschaftliches Interesse daran, dass ihrer Tochtergesellschaft Kredit gewährt wird. Die Hausbank erhält als Kreditgeberin hierdurch die selbstschuldnerische Bürgschaft der Muttergesellschaft als Kreditsicherheit, ohne dass die Bank eigene Anstrengungen zur Kreditbesicherung ergreifen oder die Tochtergesellschaft Sicherheiten aus eigenem Vermögen stellen muss. Im Rahmen einer Back-to-back-Finanzierung kann die Muttergesellschaft der Bank zusätzlich auch die Refinanzierung des Kredits an die Tochtergesellschaft bereitstellen. Bankrechtlich gilt der Kreditauftrag für die kreditgebende Bank als Kreditsicherheit wie eine Bürgschaft.

## International
In der Schweiz ist der Kreditauftrag identisch mit dem deutschen Recht in Art. 408–411 OR geregelt. Allerdings bedarf hier der Kreditauftrag der Schriftform. Ähnliche Regelungen wie in Deutschland finden sich auch in Art. 7:863 BW (Niederlande), Art. 1958 Codice civile (Italien), Art. 629 Abs. 1 CC (Portugal) oder Art. 870 ZGB (Griechenland). In Österreich ist der Kreditauftrag hingegen gesetzlich nicht geregelt; umstritten ist, ob analog die Bürgschaftsvorschriften der §§ 1346 ff. ABGB gelten. Nach § 9 Abs. 1 Eigenkapitalersetz-Gesetz gilt dort ein Kreditgeber als „erfasster Gesellschafter“ eines Konzerns, wenn er zwar nicht an der Kredit nehmenden Gesellschaft beteiligt ist, er jedoch den Kredit auf Weisung eines anderen Konzernmitglieds gewährt.